# Кодекс внутреннего водного транспорта Российской Федерации
Кодекс внутреннего водного транспорта Российской Федерации — кодифицированный нормативно-правовой акт, регулирующий отношения, возникающие между организациями, грузоотправителями, грузополучателями, пассажирами и другими лицами при осуществлении судоходства на внутренних водных путях Российской Федерации.

## Структура Кодекса внутреннего водного транспорта
Кодекс внутреннего водного транспорта Российской Федерации состоит из 19 глав (общей сложностью 167 статей):
- Глава I. Общие положения
- Глава II. Внутренние водные пути
- Глава III. Судно
- Глава IV. Право собственности на суда, государственная регистрация судов и прав на них
- Глава V. Экипаж судна
- Глава VI. Безопасность судоходства
- Глава VII. Возмещение вреда от столкновения судов
- Глава VIII. Затонувшее имущество
- Глава IX. Порты
- Глава X. Аренда судов
- Глава XI. Перевозки грузов
- Глава XII. Буксировка судов, плотов и иных плавучих объектов
- Глава XIII. Перевозки пассажиров, их багажа и почтовых отправлений
- Глава XIV. Перевозки грузов в прямом смешанном сообщении
- Глава XV. Ответственность перевозчика, буксировщика, грузоотправителя, грузополучателя, отправителя и получателя буксируемого объекта
- Глава XVI. Спасание судов и другого имущества
- Глава XVII. Общая авария
- Глава XVIII. Акты, претензии и иски
- Глава XIX. Заключительные положения